# 特賴姆夫 (路易斯安那州)
特賴姆夫（英語：Triumph）是位於美國路易斯安那州普拉克明茲堂區的一個普查規定居民點。

## 人口
根據2020年美國人口普查的數據，特賴姆夫的面積為10.42平方千米，當中陸地面積為7.21平方千米，而水域面積為3.21平方千米。當地共有人口268人，而人口密度為每平方千米25.72人。